# Nur Tatar
Nur Tatar (* 16. August 1992 in Van) ist eine türkische Taekwondoin. Sie startet in der Gewichtsklasse bis 67 Kilogramm.

## Karriere
Tatar startet für den Verein TSE Sports Club in Ankara und wird von Cüneyt Gülçek trainiert. Sie gewann bereits im Alter von 15 Jahren in Baku Bronze bei der Junioreneuropameisterschaft 2007, zwei Jahre später wurde sie in Vigo Junioreneuropameisterin und verteidigte den Titel im folgenden Jahr in Charkiw erfolgreich. Im Erwachsenenbereich schaffte Tatar im Jahr 2010 den internationalen Durchbruch. Bei der Europameisterschaft in Sankt Petersburg verlor sie erst im Finale gegen Sarah Stevenson und errang die Silbermedaille, zwei Jahre später wurde sie in Manchester mit einem Finalsieg über Haby Niaré erstmals auch im Erwachsenenbereich Europameisterin.
Tatar gewann im Januar 2012 das europäische Olympiaqualifikationsturnier in Kasan und sicherte sich einen Startplatz für die Olympischen Spiele 2012 in London. Dort gewann sie die Silbermedaille, wobei sie im Finale der Südkoreanerin Hwang Kyung-seon mit 5:12 Punkten unterlag. 2016 folgte in Rio de Janeiro der Gewinn der Bronzemedaille.
Bei den Weltmeisterschaften 2017 wurde sie Weltmeisterin.

## Privates
Tatar war von 2017 bis 2020 mit dem Iraner Mehran Askari verheiratet, welcher ebenfalls ein ehemaliger internationaler Taekwondo-Champion und früheres Mitglied der Iranischen Herren-Nationalmannschaft ist.